# 信源编码定理
在信息论中，香农的信源编码定理（或无噪声编码定理）确立了数据压缩的限度，以及香农熵的操作意义。
信源编码定理表明（在极限情况下，随着独立同分布随机变量数据流的长度趋于无穷）不可能把数据压缩得码率（每个符号的比特的平均数）比信源的香农熵还小，又不丢失信息。但是有可能使码率任意接近香农熵，且损失的概率极小。
码符号的信源编码定理把码字的最小可能期望长度看作输入字（看作随机变量）的熵和目标编码表的大小的一个函数，给出了此函数的上界和下界。

## 陈述
信源编码是从信息源的符号（序列）到码符号集（通常是bit）的映射，使得信源符号可以从二进制位元（无损信源编码）或有一些失真（有损信源编码）中准确恢复。这是在数据压缩的概念。

### 信源编码定理
在信息论中，信源编码定理非正式地陈述为：
N 个熵均为 H(X) 的独立同分布的随机变量在 N → ∞ 时，可以很小的信息损失风险压缩成多于 N H(X) bit；但相反地，若压缩到少于 N H(X) bit，则信息几乎一定会丢失。

### 码符号的信源编码定理
令 Σ1, Σ2 表示两个有限编码表，并令 Σ∗
1 和 Σ∗
2 （分别）表示来自那些编码表的所有有限字的集合。
设 X 为从 Σ1 取值的随机变量，令  f  为从 Σ∗
1 到 Σ∗
2 的唯一可译码，其中 |Σ2| = a。令 S 表示字长  f (X) 给出的随机变量。
如果  f  是对 X 拥有最小期望字长的最佳码，那么(Shannon 1948)：
{\displaystyle {\frac {H(X)}{\log _{2}a}}\leq \mathbb {E} S<{\frac {H(X)}{\log _{2}a}}+1}

## 证明：码符号的信源编码定理
对于 1 ≤ i ≤ n 令 si 表示每个可能的 xi 的字长。定义 {\displaystyle q_{i}=a^{-s_{i}}/C}，其中 C 会使得 q1 + ... + qn = 1。于是
{\displaystyle {\begin{aligned}H(X)&=-\sum _{i=1}^{n}p_{i}\log _{2}p_{i}\\&\leq -\sum _{i=1}^{n}p_{i}\log _{2}q_{i}\\&=-\sum _{i=1}^{n}p_{i}\log _{2}a^{-s_{i}}+\sum _{i=1}^{n}p_{i}\log _{2}C\\&=-\sum _{i=1}^{n}p_{i}\log _{2}a^{-s_{i}}+\log _{2}C\\&\leq -\sum _{i=1}^{n}-s_{i}p_{i}\log _{2}a\\&\leq \mathbb {E} S\log _{2}a\\\end{aligned}}}
其中第二行由吉布斯不等式推出，而第五行由克拉夫特不等式推出：
{\displaystyle C=\sum _{i=1}^{n}a^{-s_{i}}\leq 1}
因此 log C ≤ 0.
对第二个不等式我们可以令
{\displaystyle s_{i}=\lceil -\log _{a}p_{i}\rceil }
于是
{\displaystyle -\log _{a}p_{i}\leq s_{i}<-\log _{a}p_{i}+1}
因此
{\displaystyle a^{-s_{i}}\leq p_{i}}
并且
{\displaystyle \sum a^{-s_{i}}\leq \sum p_{i}=1}
因此由克拉夫特不等式，存在一种有这些字长的无前缀编码。因此最小的 S 满足
{\displaystyle {\begin{aligned}\mathbb {E} S&=\sum p_{i}s_{i}\\&<\sum p_{i}\left(-\log _{a}p_{i}+1\right)\\&=\sum -p_{i}{\frac {\log _{2}p_{i}}{\log _{2}a}}+1\\&={\frac {H(X)}{\log _{2}a}}+1\\\end{aligned}}}